# Mahmoodia
Mahmoodia är ett släkte av insekter. Mahmoodia ingår i familjen dvärgstritar.
Kladogram enligt Catalogue of Life:
| Mahmoodia | \| \| Mahmoodia mirabilis \| \| \| \| \| \| Mahmoodia tristis \| \| \| \| |
|           | \| \| Mahmoodia mirabilis \| \| \| \| \| \| Mahmoodia tristis \| \| \| \| |
|           | Mahmoodia mirabilis                                                       |
|           |                                                                           |
|           | Mahmoodia tristis                                                         |
|           |                                                                           |